# Jean-Baptiste Yao
 (octobre 2015).
Si vous disposez d'ouvrages ou d'articles de référence ou si vous connaissez des sites web de qualité traitant du thème abordé ici, merci de compléter l'article en donnant les références utiles à sa vérifiabilité et en les liant à la section « Notes et références ».
Pour les articles homonymes, voir Yao.
Jean-Baptiste Yao, né en 1917 ou 1919 à Tiassalé et décédé en 1992, est un musicien et compositeur ivoirien. Il a écrit la chanson Merci, Président Houphouët-Boigny, avec laquelle il remporta la sixième édition du Concours national du chant patriotique (dit "Sixième Sillon"), organisé par la RTI (Radiodiffusion Télévision ivoirienne) en 1966. Cette chanson revient sur six années d'indépendance de la Côte d'Ivoire. Elle remercie son président, Félix Houphouët-Boigny, et énumère en français et en baoulé les promesses de cette indépendance.